# نغوين فـان باكل
نغوين فـان باكل (بالهولندية: Danny van Bakel)‏ هو لاعب كرة قدم هولندي في مركز الدفاع، ولد في 8 ديسمبر 1983 في Geldrop ‏ في هولندا. لعب مع لوميل يونايتد ونادي إف إل سي تان هوا ونادي بيكامكس بين دونغ وهيلموند سبورت.

## وصلات خارجية
- نغوين فـان باكل على موقع قاعدة بيانات كرة القدم.إي يو (الإنجليزية)
- نغوين فـان باكل على موقع Soccerway.com (الإنجليزية)